# 1496 год
1496 (ты́сяча четы́реста девяно́сто шесто́й) год  по юлианскому календарю — високосный год, начинающийся в пятницу. Это 1496 год нашей эры, 6‑й год 10‑го десятилетия XV века 2‑го тысячелетия, 7‑й год 1490‑х годов. Он закончился 529 лет назад.
| Пн | Вт | Ср | Чт | Пт | Сб | Вс |
|    |    |    |    | 1  | 2  | 3  |
| 4  | 5  | 6  | 7  | 8  | 9  | 10 |
| 11 | 12 | 13 | 14 | 15 | 16 | 17 |
| 18 | 19 | 20 | 21 | 22 | 23 | 24 |
| 25 | 26 | 27 | 28 | 29 | 30 | 31 |

| Пн | Вт | Ср | Чт | Пт | Сб | Вс |
| 1  | 2  | 3  | 4  | 5  | 6  | 7  |
| 8  | 9  | 10 | 11 | 12 | 13 | 14 |
| 15 | 16 | 17 | 18 | 19 | 20 | 21 |
| 22 | 23 | 24 | 25 | 26 | 27 | 28 |
| 29 |    |    |    |    |    |    |

| Пн | Вт | Ср | Чт | Пт | Сб | Вс |
|    | 1  | 2  | 3  | 4  | 5  | 6  |
| 7  | 8  | 9  | 10 | 11 | 12 | 13 |
| 14 | 15 | 16 | 17 | 18 | 19 | 20 |
| 21 | 22 | 23 | 24 | 25 | 26 | 27 |
| 28 | 29 | 30 | 31 |    |    |    |

| Пн | Вт | Ср | Чт | Пт | Сб | Вс |
|    |    |    |    | 1  | 2  | 3  |
| 4  | 5  | 6  | 7  | 8  | 9  | 10 |
| 11 | 12 | 13 | 14 | 15 | 16 | 17 |
| 18 | 19 | 20 | 21 | 22 | 23 | 24 |
| 25 | 26 | 27 | 28 | 29 | 30 |    |

| Пн | Вт | Ср | Чт | Пт | Сб | Вс |
|    |    |    |    |    |    | 1  |
| 2  | 3  | 4  | 5  | 6  | 7  | 8  |
| 9  | 10 | 11 | 12 | 13 | 14 | 15 |
| 16 | 17 | 18 | 19 | 20 | 21 | 22 |
| 23 | 24 | 25 | 26 | 27 | 28 | 29 |
| 30 | 31 |    |    |    |    |    |

| Пн | Вт | Ср | Чт | Пт | Сб | Вс |
|    |    | 1  | 2  | 3  | 4  | 5  |
| 6  | 7  | 8  | 9  | 10 | 11 | 12 |
| 13 | 14 | 15 | 16 | 17 | 18 | 19 |
| 20 | 21 | 22 | 23 | 24 | 25 | 26 |
| 27 | 28 | 29 | 30 |    |    |    |

| Пн | Вт | Ср | Чт | Пт | Сб | Вс |
|    |    |    |    | 1  | 2  | 3  |
| 4  | 5  | 6  | 7  | 8  | 9  | 10 |
| 11 | 12 | 13 | 14 | 15 | 16 | 17 |
| 18 | 19 | 20 | 21 | 22 | 23 | 24 |
| 25 | 26 | 27 | 28 | 29 | 30 | 31 |

| Пн | Вт | Ср | Чт | Пт | Сб | Вс |
| 1  | 2  | 3  | 4  | 5  | 6  | 7  |
| 8  | 9  | 10 | 11 | 12 | 13 | 14 |
| 15 | 16 | 17 | 18 | 19 | 20 | 21 |
| 22 | 23 | 24 | 25 | 26 | 27 | 28 |
| 29 | 30 | 31 |    |    |    |    |

| Пн | Вт | Ср | Чт | Пт | Сб | Вс |
|    |    |    | 1  | 2  | 3  | 4  |
| 5  | 6  | 7  | 8  | 9  | 10 | 11 |
| 12 | 13 | 14 | 15 | 16 | 17 | 18 |
| 19 | 20 | 21 | 22 | 23 | 24 | 25 |
| 26 | 27 | 28 | 29 | 30 |    |    |

| Пн | Вт | Ср | Чт | Пт | Сб | Вс |
|    |    |    |    |    | 1  | 2  |
| 3  | 4  | 5  | 6  | 7  | 8  | 9  |
| 10 | 11 | 12 | 13 | 14 | 15 | 16 |
| 17 | 18 | 19 | 20 | 21 | 22 | 23 |
| 24 | 25 | 26 | 27 | 28 | 29 | 30 |
| 31 |    |    |    |    |    |    |

| Пн | Вт | Ср | Чт | Пт | Сб | Вс |
|    | 1  | 2  | 3  | 4  | 5  | 6  |
| 7  | 8  | 9  | 10 | 11 | 12 | 13 |
| 14 | 15 | 16 | 17 | 18 | 19 | 20 |
| 21 | 22 | 23 | 24 | 25 | 26 | 27 |
| 28 | 29 | 30 |    |    |    |    |

| Пн | Вт | Ср | Чт | Пт | Сб | Вс |
|    |    |    | 1  | 2  | 3  | 4  |
| 5  | 6  | 7  | 8  | 9  | 10 | 11 |
| 12 | 13 | 14 | 15 | 16 | 17 | 18 |
| 19 | 20 | 21 | 22 | 23 | 24 | 25 |
| 26 | 27 | 28 | 29 | 30 | 31 |    |

## События
- 1485—1503 — Польско-турецкая война[1].
- 1493—1593 — Столетняя хорватско-османская война. Серия вооружённых конфликтов между Королевством Хорватия и Османской империей[2].
- 1494—1496 — заканчивается восстание горняков Кутной-Горы.
- 1495—1497 — Аския Мохаммед I отправился на богомолье в Мекку со свитой в 500 всадников и 1000 пехотинцев. Аския был принят аббасидским халифом Аль Мотаввакилем, который назначил его своим заместителем в Судане.
- 1496—1497 — осада Самарканда. Войска Бабура и Султан Али-мирзы успешно осадили и захватили город Самарканд, который принадлежал Байсункару-мирзе[3].
- 1 июня — Петрковский статут положивший начало крепостному праву в Польше. Шляхте предоставлено исключительное право пропинации (винокурения и продажи спиртного), беспошлинного ввоза и вывоза[4].
- 25 июня — Микеланджело прибывает в Рим.
- 6 августа — Бартоломео Колумбом на острове Испаньола основан город Санто-Доминго[5].
- 20 октября — свадьба Филиппа Красивого, сына Максимилиана I, с Хуаной Безумной, дочерью Фердинанда Арагонского и Изабеллы Кастильской[6].
- В результате заговора беков Казанского ханства в 1495 году, при поддержке главным образом нагайских, а также сибирских татар на престол был возведён сибирский Чингизид — Мамук, который не сумел удержаться в Казани[7].
- Основан монастырь Исияма Хонган-дзи.

## Русское государство
Правление: 1462—1505 — Иван III Васильевич
- 1495—1497 — Русско-шведская война[8]. 
  - Конец 1495—осень 1496 — шведы несколько раз вторглись в Ижорскую землю[8].
  - 17 января — Иван III, находящийся в Великом Новгороде с ноября 1495 года, на фоне неудачной осады Выборга, посылает против шведов новых воевод с войском. Русские войска разоряют в январе — марте Южную Финляндию до Нейшлота (сов. Савонлинна), а также вторгаются в неё с севера со стороны Кольского полуострова[9].
  - Воеводы Василий Косой и Андрей Челяднин, с ходу взяв Нишлот, опустошили всю южную Финляндию вплоть до Ботнического залива. Особенно пострадали районы Саво и Хяме[10].
  - В ответ, Стен Стуре мобилизовал в Турку большую рать, но догнать русское войско, которое, узнав о выступлении шведов, возвратилось в свои владения «со многим полоном», не смог[10].
  - Другой русский отряд следовал вдоль Балтийского берега, принуждая местных финнов к покорности[10].
  - Ещё одно русское войско во главе с князьями Иваном и Петром Ушатыми, приплыв по морю из устья Северной Двины и захватив три шведских корабля, вторглось в северную и центральную Финляндию со стороны Кольского полуострова и, также не встретив сопротивления, разорило ряд городов[10].
  - Не сумев организовать сопротивление в Финляндии, шведское войско неожиданно высадилось под новой крепостью Ивангородом и взяв его приступом, устроило в нём поголовную резню и подожгло. Узнав о приближении войска из Пскова, шведы поспешно сели на корабли и отплыли[10].
  - 06 марта — русское войско возвращается из похода с большим полоном[9].
  - 24 марта — Иван III возвращается в Москву из В. Новгорода[9].
  - 19—16 августа — осада Ивангорода[11].
- 24 марта — в Великий Новгород прибывает наместник Ростовский Александр Владимирович[12].
- Май — лето — защита Казани по просьбе хана Магмет-Амина от "шибанского царя" Мамука[13].
  - Бегство в Москву казанского хана Магмет-Аминя (Мухаммед-Эмина) с семьёю перед приходом в Казань войск царевича Мамука[13].
  - Захват войсками Сибирской Орды Казани[13].
  - Неудачная осада царевичем Мамуком Арского городка[13].
  - Демонстрация военной сил Русского государства вынудила войска Сибирского ханства освободить Казань и вернуться восвояси[13].
  - После  обращения Курултая, Иван III направил на казанский трон находившегося в Русском государстве брата Мухаммед-Эмина, царевича Абд аль-Латифа[14].
  - Весна — Иван III ведёт переговоры с казанской знатью и сажает на казанский престол царевича Абдул-Латифа, выехавшего к нему на службу из Крымского ханства. Посылает в Казань своих бояр, которые приводят к присяге её жителей. Бывшего же казанского царевича Мухаммед-Эмина жалует Каширой, Серпуховым и Хатунью со всеми пошлинами и отпускает его из Москвы[9].
- Лето — Иван III заменяет московские сёла доставшиеся по наследству волоцким князьям Фёдору и Ивану Борисовичам на тверские, лежащие ближе к их уделу. Вследствие своего ходатайства братья получают волости Буйгород и Колп[9].
- Иван III присылает во Псков своего нового наместника Александра Владимировича Ростовского[9].
- Июнь—август — поход русских войск в Северную Финляндию и Лапландию[8].
- 19 августа — шведский правитель Стен Стуре Старший, в ответ на поход русских войск в Финляндию, подступает с 6000 войском на 70 кораблях к Иван-городу. Шведы осаждают и разоряют Ивангородскую крепость[8][9].
  - Конец августа — к Александру Владимировичу Ростовскому прибывает гонец с известием о взятии шведами Ивангородской крепости[12].
  - 1 сентября — А.В. Ростовский выступает с псковской ратью из Пскова[12].
  - Начало сентября — шведское войско уходит из-за приближающегося псковского войска наместника А.В. Ростовского[8][9].
  - Пробыв в походе 12 недель псковская рать возвращается во Псков[12].
- Данию посетил московский посол Григорий Истома.
- Вышла первая русская книга для детей Донатус.
- На службу великому князь выехал родоначальник дворянского рода: Савеловы[15].
- Чернигов пожалован великим литовским князем Александром Ягеллончиком стародубскому князю Семёну Ивановичу (сыну можайского князя Ивана Андреевича), перешедшего в 1500 году во время русско-литовской войны 1500–1503 годов вместе с владениями на службу к  Ивану III Васильевичу (закреплено Московским перемирием 1503)[16].

## Начало правления
См. также: Список глав государств в 1496 году
- Иоанн Бранкович стал сербским деспотом.
- 1496—1502 — Казанское ханство возглавил Абд аль-Латиф[7].

## Родились
См. также: Категория:Родившиеся в 1496 году
- 12 мая — Густав I Ваза, король Швеции[17].
- Хатидже Султан — дочь Османского Султана Селима Грозного.

## Скончались
См. также: Категория:Умершие в 1496 году